# Pycnonotus aurigaster
El bulbul ventridorado (Pycnonotus aurigaster) es una especie de ave paseriforme de la familia Pycnonotidae. Está ampliamente distribuido en Asia, encontrándose en Camboya, China, Indonesia, Laos, Birmania, Tailandia y Vietnam, así como en Timor Oriental, donde ha sido introducido.

## Subespecies
Se reconocen las siguientes subespecies:
- Pycnonotus aurigaster chrysorrhoides
- Pycnonotus aurigaster resurrectus
- Pycnonotus aurigaster dolichurus
- Pycnonotus aurigaster latouchei
- Pycnonotus aurigaster klossi
- Pycnonotus aurigaster schauenseei
- Pycnonotus aurigaster thais
- Pycnonotus aurigaster germani
- Pycnonotus aurigaster aurigaster